# Naturbahnrodel-Weltcup 2002/03
Der Naturbahnrodel-Weltcup 2002/03 wurde in drei Disziplinen und in jeweils sechs Saisonrennen ausgetragen.

## Damen-Einsitzer

### Ergebnisse
| Datum                     | Ort                       | Siegerin               | Zweite                 | Dritte                             |
| ------------------------- | ------------------------- | ---------------------- | ---------------------- | ---------------------------------- |
| 20. bis 22. Dezember 2002 | Völs (Parallelwettbewerb) | Renate Gietl           | Barbara Abart          | Sonja Steinacher                   |
| 10. bis 12. Januar 2003   | Umhausen                  | Jekaterina Lawrentjewa | Barbara Abart          | Sonja Steinacher                   |
| 17. bis 19. Januar 2003   | Moskau                    | Jekaterina Lawrentjewa | Christa Gietl          | Sonja Steinacher Elvira Holzknecht |
| 24. bis 26. Januar 2003   | Hüttau                    | Christa Gietl          | Sonja Steinacher       | Elvira Holzknecht                  |
| 28. bis 30. Januar 2003   | Kindberg                  | Sonja Steinacher       | Jekaterina Lawrentjewa | Marlies Wagner                     |
| 14. bis 16. Februar 2003  | Olang                     | Christa Gietl          | Elvira Holzknecht      | Irene Mitterstieler                |

### Weltcupstand
Endstand nach sechs Rennen (ein Streichresultat)
| Rang | Name                   | Punkte |
| ---- | ---------------------- | ------ |
| 01   | Sonja Steinacher       | 395    |
| 02   | Jekaterina Lawrentjewa | 390    |
| 03   | Christa Gietl          | 369    |
| 04   | Elvira Holzknecht      | 314    |
| 05   | Irene Mitterstieler    | 284    |
| 06   | Renate Gietl           | 254    |
|      | Marlies Wagner         | 254    |
| 08   | Sabine Kogler          | 252    |
|      | Barbara Abart          | 252    |
| 10   | Sandra Mariner         | 231    |
| 11   | Julija Wetlowa         | 224    |
| 12   | Ewelina Żurek          | 172    |
| 13   | Mateja Kralj           | 116    |

| Rang | Name                   | Punkte |
| ---- | ---------------------- | ------ |
| 14   | Sylvia Plucnarová      | 109    |
| 15   | Magdalena Zawada       | 096    |
| 16   | Roksolana Byljakowska  | 083    |
| 17   | Michaela Maurer        | 064    |
| 18   | Melissa Jones          | 062    |
| 19   | Melika Hasanovic       | 052    |
| 20   | Tina Unterberger       | 036    |
| 21   | Jekaterina Zaroutskaja | 032    |
|      | Anna Braun             | 032    |
| 23   | Karolina Waniczek      | 030    |
|      | Oksana Jelessina       | 030    |
| 25   | Radostina Vucheliyska  | 028    |
| 26   | Sylwia Zarzecka        | 026    |

## Herren-Einsitzer

### Ergebnisse
| Datum                     | Ort                       | Sieger           | Zweiter           | Dritter               |
| ------------------------- | ------------------------- | ---------------- | ----------------- | --------------------- |
| 20. bis 22. Dezember 2002 | Völs (Parallelwettbewerb) | Gerald Kallan    | Robert Batkowski  | Florian Breitenberger |
| 10. bis 12. Januar 2003   | Umhausen                  | Robert Batkowski | Gerhard Pilz      | Roland Kallan         |
| 17. bis 19. Januar 2003   | Moskau                    | Gerald Kallan    | Robert Batkowski  | Anton Blasbichler     |
| 24. bis 26. Januar 2003   | Hüttau                    | Gerhard Pilz     | Roland Kallan     | Robert Batkowski      |
| 28. bis 30. Januar 2003   | Kindberg                  | Gerhard Pilz     | Anton Blasbichler | Ferdinand Hirzegger   |
| 14. bis 16. Februar 2003  | Olang                     | Borut Kralj      | Roland Kallan     | Robert Batkowski      |

### Weltcupstand
Endstand nach sechs Rennen (ein Streichresultat)
| Rang | Name                  | Punkte |
| ---- | --------------------- | ------ |
| 01   | Robert Batkowski      | 410    |
| 02   | Gerhard Pilz          | 395    |
| 03   | Gerald Kallan         | 375    |
| 04   | Anton Blasbichler     | 325    |
| 05   | Roland Kallan         | 306    |
| 06   | Ferdinand Hirzegger   | 261    |
| 07   | Florian Breitenberger | 250    |
| 08   | Martin Psenner        | 233    |
| 09   | Andreas Castiglioni   | 215    |
| 10   | Gerald Kammerlander   | 198    |
| 11   | Borut Kralj           | 161    |
| 12   | Georg Maurer          | 155    |
| 13   | Thomas Damian         | 154    |
| 14   | Marcus Grausam        | 143    |
| 15   | Daniel Quitta         | 139    |
| 16   | Alexei Lebedew        | 133    |
| 17   | Corey Pusey           | 110    |
| 18   | Iwan Lasarew          | 103    |
|      | Rudi Resch            | 103    |

| Rang | Name              | Punkte |
| ---- | ----------------- | ------ |
| 20   | John Gibson       | 94     |
| 21   | Björn Kierspel    | 89     |
| 22   | Jasmin Prnjavorac | 86     |
| 23   | Gašper Benedik    | 85     |
| 24   | Borut Fejfar      | 84     |
| 25   | Kenan Strojil     | 78     |
| 26   | Denis Alimow      | 74     |
| 27   | Tomáš Papiorek    | 55     |
|      | Gernot Schwab     | 55     |
| 29   | Patrick Clemens   | 53     |
|      | Kenan Suljagić    | 53     |
| 31   | Juri Harzula      | 50     |
| 32   | Ervin Marn        | 45     |
|      | Grega Spendov     | 45     |
| 34   | Petr Pulcer       | 43     |
|      | Pawel Porschnew   | 43     |
| 36   | Christian Wichan  | 41     |
| 37   | Rudolf Schwarz    | 39     |
|      | Andreas Gruber    | 39     |

| Rang | Name                | Punkte |
| ---- | ------------------- | ------ |
| 39   | Žiga Pagon          | 37     |
| 40   | Patrick von Allmen  | 36     |
| 41   | Hansjörg Mühlbacher | 31     |
|      | Kaj Johnson         | 31     |
| 43   | Damian Waniczek     | 24     |
|      | Dessislaw Charlow   | 24     |
| 45   | Andrzej Laszczak    | 22     |
| 46   | Andrij Schurtyn     | 21     |
| 47   | Knut Solheim        | 20     |
|      | Sergej Garipow      | 20     |
| 49   | Andrej Kilin        | 19     |
| 50   | Kristian Roel       | 17     |
|      | Pjotr Popow         | 17     |
| 52   | Michael Törnquist   | 14     |
| 53   | Emil Lasarow        | 10     |
| 54   | Sander Grip         | 08     |
| 55   | Ivar Dijk           | 07     |
| 0    | 0                   | 0      |
| 0    | 0                   | 0      |

## Doppelsitzer

### Ergebnisse
| Datum                     | Ort                       | Sieger                           | Zweiter                          | Dritter                              |
| ------------------------- | ------------------------- | -------------------------------- | -------------------------------- | ------------------------------------ |
| 20. bis 22. Dezember 2002 | Völs (Parallelwettbewerb) | Andrzej Laszczak Damian Waniczek | Pawel Porschnew Iwan Lasarew     | Reinhard Beer Herbert Kögl           |
| 10. bis 12. Januar 2003   | Umhausen                  | Andrzej Laszczak Damian Waniczek | Reinhard Beer Herbert Kögl       | Harald Kleinhofer Gerhard Mühlbacher |
| 17. bis 19. Januar 2003   | Moskau                    | Pawel Porschnew Iwan Lasarew     | Andrzej Laszczak Damian Waniczek | Reinhard Beer Herbert Kögl           |
| 24. bis 26. Januar 2003   | Hüttau                    | Andrzej Laszczak Damian Waniczek | Pawel Porschnew Iwan Lasarew     | Wolfgang Schopf Andreas Schopf       |
| 28. bis 30. Januar 2003   | Kindberg                  | Pawel Porschnew Iwan Lasarew     | Reinhard Beer Herbert Kögl       | Harald Kleinhofer Gerhard Mühlbacher |
| 14. bis 16. Februar 2003  | Olang                     | Reinhard Beer Herbert Kögl       | Pawel Porschnew Iwan Lasarew     | Wolfgang Schopf Andreas Schopf       |

### Weltcupstand
Endstand nach sechs Rennen (ein Streichresultat)
| Rang | Name                                     | Punkte |
| ---- | ---------------------------------------- | ------ |
| 01   | Pawel Porschnew – Iwan Lasarew           | 455    |
| 02   | Andrzej Laszczak – Damian Waniczek       | 445    |
| 03   | Reinhard Beer – Herbert Kögl             | 410    |
| 04   | Harald Kleinhofer – Gerhard Mühlbacher   | 310    |
| 05   | Wolfgang Schopf – Andreas Schopf         | 300    |
| 06   | Martin Graf – Harald Laimer              | 253    |
| 07   | Günther Innerbichler – Alex Innerbichler | 203    |
| 08   | Andrzej Tyrna – Tomasz Kowalczyk         | 162    |
| 09   | Simone Demé – Michael Squinabol          | 160    |
| 10   | Björn Kierspel – Hansjörg Mühlbacher     | 153    |
| 11   | Armin Mair – Johannes Hofer              | 138    |

| Rang | Name                                     | Punkte |
| ---- | ---------------------------------------- | ------ |
| 12   | Denis Alimow – Roman Molwistow           | 94     |
| 13   | Bostjan Vizjak – Borut Kralj             | 70     |
| 14   | Guido Hilgarter – Siegfried Truppe       | 50     |
| 15   | Tomáš Papiorek – Petr Pulcer             | 36     |
| 16   | Alexander Jegorow – Pjotr Popow          | 34     |
|      | Borut Kralj – Bostjan Vizjak             | 34     |
|      | Dessislaw Charlow – Miroslav Wuchalijski | 34     |
| 19   | Emil Lasarow – Dessislaw Charlow         | 32     |
|      | Jasmin Prnjavorac – Kenan Suljagić       | 32     |
|      | Juri Harzula – Roksolana Byljakowska     | 32     |
| 0    | 0                                        | 0      |

## Nationenwertung
| Rang | Land        | Punkte |
| ---- | ----------- | ------ |
| 1    | Österreich  | ?      |
| 2    | Italien     | ?      |
| 3    | Russland    | ?      |
| 4    | Polen       | ?      |
| 5    | Deutschland | ?      |
| 6    | Slowenien   | ?      |

Insgesamt gewannen Rodler aus 15 Nationen Weltcuppunkte.